# Simone Ponti
Simone Ponti (ur. 11 grudnia 1989 r.) – włoski wioślarz.

## Osiągnięcia
- Mistrzostwa Świata U-23 – Račice 2009 – ósemka – 8. miejsce[1].
- Mistrzostwa Świata U-23 – Brześć 2010 – czwórka ze sternikiem – 1. miejsce[1].
- Mistrzostwa Europy – Montemor-o-Velho 2010 – dwójka ze sternikiem – 2. miejsce[1].